# Rotenbachtal-Sekretärweiher
Das Landschaftsschutzgebiet Rotenbachtal-Sekretärweiher ist ein mit Verordnung der Unteren Naturschutzbehörde beim Landratsamt Esslingen vom 24. März 1985 ausgewiesenes Landschaftsschutzgebiet (LSG-Nummer 1.16.030) auf dem Gebiet der Stadt Ellwangen.

## Lage und Beschreibung

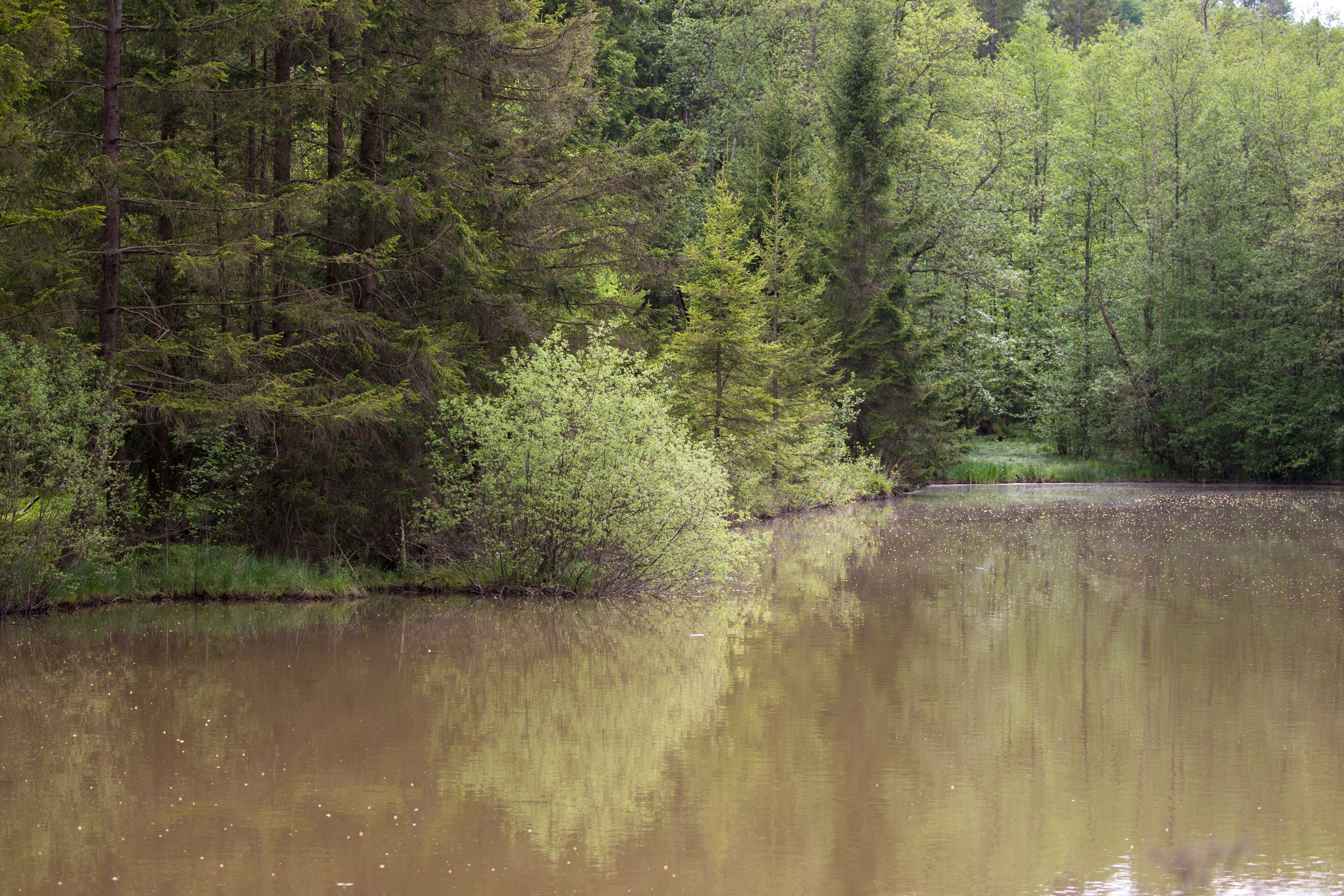
Sekretärweiher

Das 98,4 Hektar große Gebiet liegt westlich von Ellwangen (Jagst). Das Schutzgebiet gehört naturräumlich zum Schwäbischen_Keuper-Lias-Land.

## Schutzzweck
Schutzzweck ist gemäß Schutzgebietsverordnung die „Erhaltung der letzten größeren Schilf-, Röhricht- und Riedbestände der gesamten Ellwanger Markung“. Das Rotenbacher Tal ist ein Keupertal, das seinen völlig natürlichen Charakter bewahrt hat und wegen seiner Nähe zur Stadt Ellgangen ein beliebtes Ausflugs- und Wanderziel ist. Es ist deshalb auch als Erholungsgebiet besonders schützenswert.